# Lover, You Should've Come Over
«Lover, You Should've Come Over» es una canción interpretada por el músico estadounidense Jeff Buckley. Fue publicada como la séptima canción de su primer y único álbum de estudio, Grace (1994).

## Escritura y temática
Inspirada en el final de la relación entre Buckley y Rebecca Moore, se trata del desánimo de un joven que envejece y descubre que sus acciones representan una perspectiva que siente que debería haber superado. El crítico de American Songwriter, Alex Hopper, calificó el verso “My kingdom for a kiss upon her shoulder / It’s never over / All my riches for her smiles / When I’ve slept so soft against her” como una de las mejores letras escritas por Buckley.

## Composición y arreglos
La canción fue compuesta en un compás de 6
8 con un tempo de 120 pulsaciones por minuto y está escrita en la tonalidad de re mayor. Las voces van desde B3 a D6. «Lover, You Should've Come Over» ha sido descrita como una balada de folk-pop y soul. La canción presenta una producción minimalista y un riff de guitarra suave y melódico. Singersroom elogió la interpretación vocal de Buckley en la canción como “deslumbrante”.

## Recepción de la crítica
En julio de 2009, fue votada como el número 56 en Triple J's Hottest 100 of All Time. El biógrafo y crítico David Browne describe la letra como “confundida y confusa” y la música como “una belleza lánguida”. Erica Henderson, contribuidora de la revista Singersroom, calificó la canción como “inquietante y profundamente emotiva que muestra el poder de la voz distintiva y el talento para escribir canciones de Buckley”.La canción recibió aclamo por American Songwriters gracias a la letra y estructura del disco.Martina Medica de Stereo Stories igualmente aclamó la composición y letra de la canción. 

## Legado
En 2022, el músico Brandon Boyd seleccionó «Lover, You Should've Come Over» como una de las canciones que lo ayudaron a descubrir el poder de la música y dijo:

“Esta es una de las canciones más emocionalmente honestas y evocadoras de Jeff Buckley. Pero no fue hasta que comencé a escuchar las diversas iteraciones en vivo de los bootlegs que flotaban por ahí que realmente me impactó. Jeff estaba cantando la verdad, lo que fue una gran inspiración para mí como un compositor joven. Te da permiso para tomar lo que es esencialmente el camino más difícil, pero termina siendo más gratificante porque estás recorriendo un camino de autenticidad emocional.”

## Otras versiones
La canción fue versionada por el compositor y pianista de jazz inglés Jamie Cullum en su álbum de 2003 Twentysomething, y también ha sido versionada en vivo por el cantautor estadounidense John Mayer, el cantautor australiano Matt Corby y la banda de rock inglesa Nothing But Thieves. La canción fue versionada por Natalie Maines en su álbum en solitario Mother (2013). La cantante estadounidense Nikka Costa incluyó una versión de la canción en su álbum de 2017, Underneath and in Between. En 2021, Joey Landreth (de The Bros. Landreth) lanzó su versión de la canción.Al igual, Elmiene versionó la canción en 2023 en preparación para adentrarse más en géneros nuevos para su siguiente disco.